# Kojšov
Kojšov és un poble i municipi d'Eslovàquia. Es troba a la regió de Košice, a l'est del país.

## Història
La primera referència escrita de la vila data del 1368.

## Demografia
| Godina             | 1994 | 2004   | 2014   | 2024   |
| ------------------ | ---- | ------ | ------ | ------ |
| Nombre de persones | 789  | 749    | 713    | 690    |
| Diferència         |      | −5,06% | −4,80% | −3,22% |

| Godina             | 2023 | 2024   |
| ------------------ | ---- | ------ |
| Nombre de persones | 698  | 690    |
| Diferència         |      | −1,14% |